# 月と星のキャラバン
『月と星のキャラバン』（つきとほしのキャラバン ）は、2015年2月18日にビーイング系列のZAIN RECORDSから発売されたAKIHIDEの4枚目のオリジナルアルバム。

## 概要
旅をテーマにして制作を行った。ジャケットに関しては通常盤には4羽のうさぎのシルエットが印象的なAKIHIDEによるオリジナルイラスト、Musing限定盤にはギターを片手に座るAKIHIDEの周りを星形のオーナメントが囲んだ写真がそれぞれ採用されている。Musig限定盤は2CD形式に加え、ライブDVDが付属されている。

## 収録曲
1. Moon Wind
2. Aurora
3. Silver Rain
4. Electrical Pirates
5. Starlight Wizard
6. Machine Heart Blues
7. Ring
8. Gypsy Sweets
9. Warrior
10. 月と星のキャラバン

### DISC2「Music Letter's 〜月と星のキャラバン Guitar Only Ver.〜」（Musing限定盤のみ）
1. 月と星のキャラバン
2. Aurora
3. Electrical Pirates
4. Starlight Wizard
5. Machine Heart Blues
6. Ring
7. Gypsy Sweets
8. Warrior

### DVD 「Premium Night Show -月と星のキャラバン-」（Musing限定盤のみ）
1. 月と星のキャラバン
2. Warrior
3. Namida
4. Machine Heart Blues
5. Aurora
6. Electrical Pirates
7. Gypsy Sweets
8. Libertango
9. Ring